# Знищення А-50 над Азовським морем (січень 2024)
14 січня 2024 року було знищено російський літак дальнього радіолокаційного виявлення А-50У, екіпаж якого при цьому загинув. Також було підбито повітряний командний пункт Іл-22М, який попри важкі ушкодження зумів приземлитися в Анапі.
До цього востаннє літак ДРЛВ було знищено 1969 року, коли північнокорейський МіГ-21 збив американський EC-121. Ціна А-50У складала 330—500 млн доларів, що робить його другою найдорожчою ціллю росіян, знищеною в ході війни, після крейсера «Москва».

## Літаки

### А-50

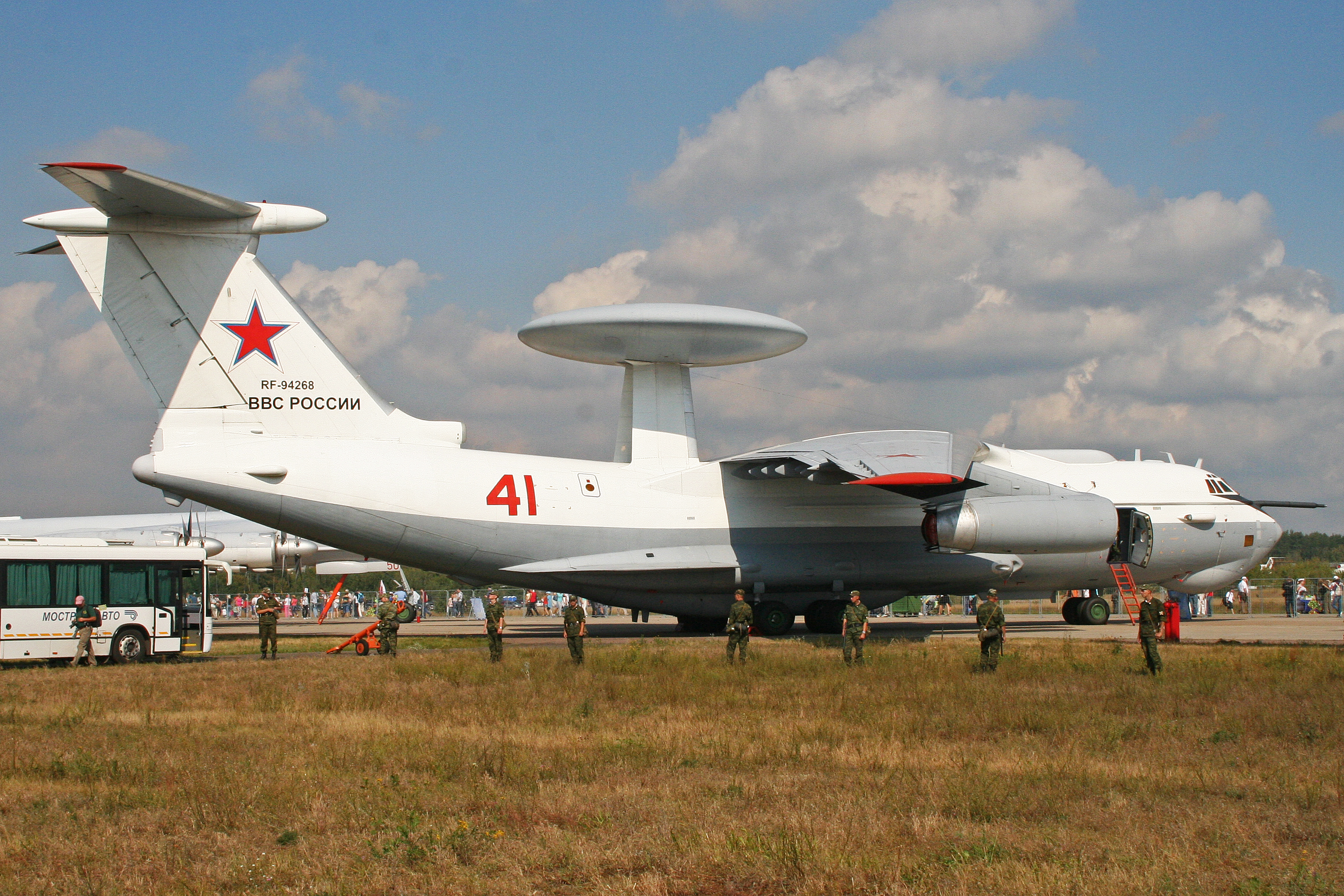
А-50 ВКС РФ, 2013 рік.

Літак А-50 — це модифікація Іл-76, яка виконує функції «літаючого радара». Вартість одного А-50 оцінюється в 330 млн доларів.
За даними бюлетеня The Military Balance за 2022 рік, на початок російського вторгнення в Україну на озброєнні РФ перебували три А-50 і шість модифікованих А-50У. Крім того, у ЗМІ повідомлялося, що у 2023 році Ростех передав російським збройним силам ще один літак.
А-50 активно застосовувались під час вторгнення в Україну. Він здатний одночасно відстежувати до 60 повітряних, надводних і наземних цілей, наводячи на них бойову авіацію. А-50 здатний виявити ціль класу «винищувач», яка летить на малій висоті на дальності до 200—400 км, а на великій висоті — до 300—600 км; морські цілі ним виявляються на відстані до 400 км. На літаку встановлені системи активної та пасивної радіоелектронної боротьби, а також засоби встановлення інфрачервоних перешкод. А-50У має вищі характеристики.
Раніше Росія не втрачала жодного літака А-50. У лютому 2023 року один А-50 вдалося пошкодити за допомогою дрона на території Білорусі, після чого той відправили на ремонт до Таганрога.
Знищено було літак модифікації А-50У із бортовим номером RF-93966 «Сергій Атаянц» — іменний борт, названий на честь Сергія Атаянца.

### Іл-22М

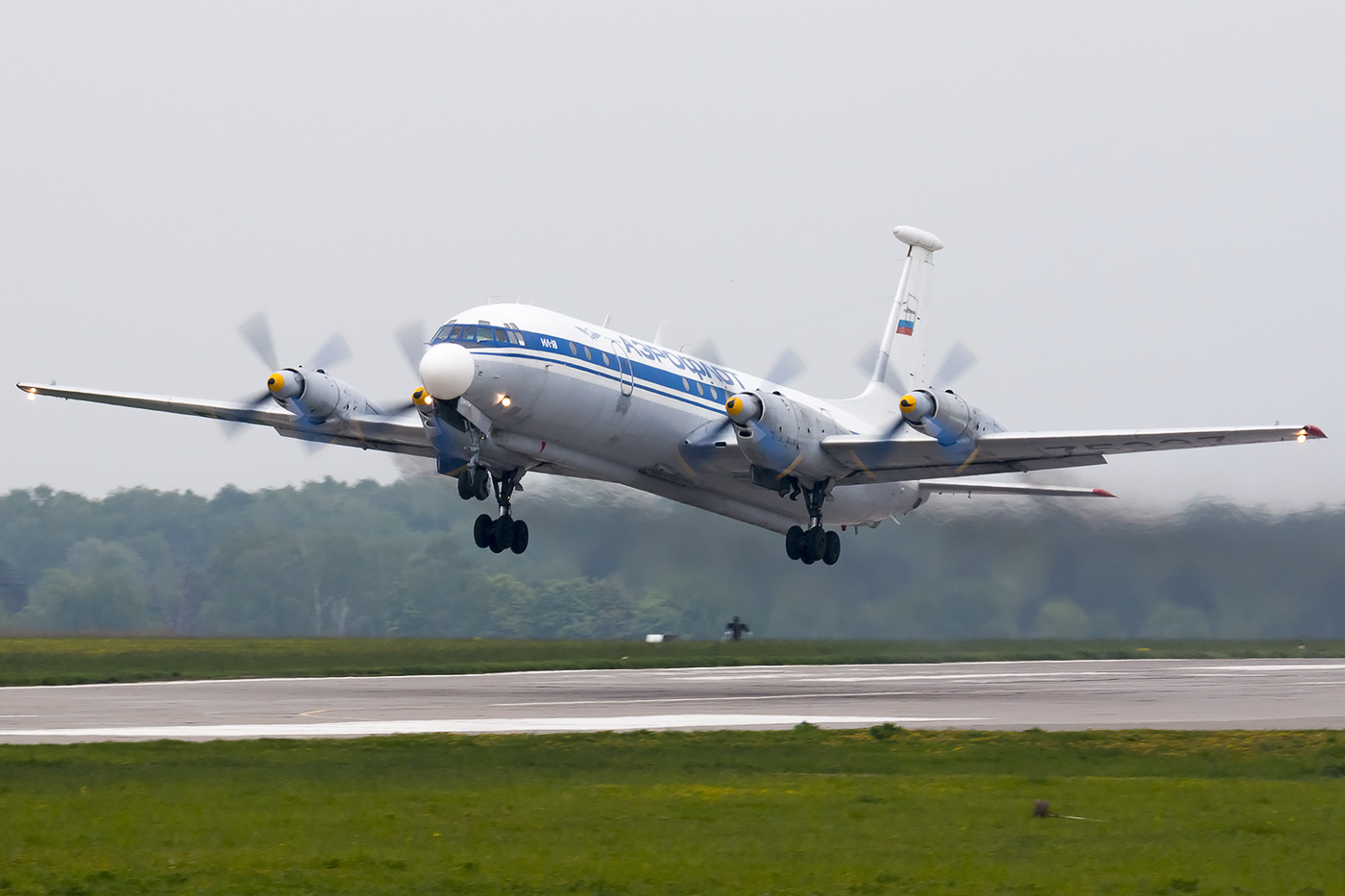
Іл-22М, 2016 рік.

Журналісти зазначали, що Іл-22М міг грати як роль літака-ретранслятора, так і повітряного пункту управління.
За даними Military Balance 2022, на початок російського вторгнення в Україну на озброєнні РФ перебувало 12 літаків Іл-22М і 10 Іл-22 більш ранньої модифікації. У червні 2023 року під час заколоту ПВК «Вагнер» був збитий один Іл-22М у Воронезькій області. Також російська газета «Московський комсомолець» писала, що в жовтні 2022 року один Іл-22 був обстріляний українськими силами й отримав пошкодження, але зумів повернутися на базу.

## Перебіг подій

### Українські джерела
14 січня 2024 року о 22:20 за київським часом український моніторинговий телеграм-канал «Николаевский Ванек» написав: «шо там уеб...ны как в Азовском Море полетали?». Через 20 хвилин народний депутат України, заступник голови комітету ВРУ з питань оборони та розвідки Юрій Мисягін написав, що близько 21:00 був збитий А-50, а «Іл-22 підбито, останній перебував у повітрі й намагався дістатися найближчого аеродрому, проте зник з радарів після початку пониження в районі Керчі». Аналогічну інформацію опублікував і народний депутат Олександр Федієнко. Близько 23:20 видання «РБК-Україна» з посиланням на джерела серед українських військових підтвердило цю інформацію та опублікувало перехоплення розмови пілота Іл-22М з диспетчером аеродрому в Анапі, у якому той запросив термінову посадку та допомогу служб швидкої допомоги та пожежників. Незабаром видання «Громадське» із посиланням на джерела в ГУР теж підтвердило цю інформацію. За інформацією «РБК-Україна», після зникнення з радарів літака А-50 пілот російського Су-30 виявив «займання та падіння невстановленого повітряного судна».
За інформацією видання «Суспільне», Іл-22М був підбитий 14 січня близько 21:00 в районі села Стрілкове Херсонської області, а А-50 був уражений близько 21:10—21:15 того ж дня в районі Кирилівки Запорізької області.
Наступного дня о 8:03 командувач Повітряних сил ЗСУ Микола Олещук у своєму телеграм-каналі написав: «Це вам за Дніпро», оскільки за рік до цього, 14 січня 2023 року, російська ракета знищила багатоповерховий житловий будинок у Дніпрі, вбивши 46 мирних жителів. Пресслужба ВПС України невдовзі також написала: «Спецоперація у Приазов'ї пройшла вдало. Далі буде».
15 січня Головнокомандувач ЗСУ Валерій Залужний у своєму телеграм-каналі повідомив про знищення російського А-50 та повітряного командного пункту Іл-22М повітряними силами України. Він подякував українським військовим «за чудово сплановану та проведену операцію в Приазов'ї» та опублікував анімовану карту з польотами цих літаків, на якій видно маршрути їхнього чергування в північно-західній частині Азовського моря в районі Приморська.
Пізніше того дня з'явились підтвердження того, що Іл-22М зумів долетіти до аеродрома Анапи з важкими ушкодженнями. Речник Повітряних сил ЗСУ Юрій Ігнат повідомив, що пріоритетною метою був саме А-50, і «до цього дня знищення цього борту видавалося непосильним завданням» для ЗСУ, тоді як Іл-22М «потрапив під роздачу». Також він заявив, що Іл-22 відновленню не підлягає.
15 січня 2024 року моніторинговий телеграм-канал «Крымский ветер» зазначав, що з вечора 14 січня в центральній частині Азовського моря не було жодного цивільного судна з увімкненим транспондером, у зв'язку з чим канал припустив, що, можливо, військові кораблі та судна проводять пошукові роботи.

### Російські джерела
Прессекретар російського президента Дмитро Пєсков заявив, що не має інформації про те, щоб якісь російські літаки були збиті ЗСУ, і переадресував питання до Міноборони РФ. Міноборони РФ цю інформацію не коментувало, однак інформацію про удари по літаках підтверджували російські «воєнкори» та Z-блогери. Блогер Fighterbomber звинуватив в неузгодженості дій російське командування та повідомив, що на борту А-50 загинули 11 або 12 осіб.

### Західні джерела
У зведенні за 17 січня 2024 року Міністерства оборони Великобританії зазначалося, британська розвідка «майже переконана», що А-50 зазнав аварії над Азовським морем.
У зведенні за 19 січня 2024 року розвідки Міністерства оборони Великобританії повідомлялося, що Росія почала використовувати інший А-50 в районі Азовського моря; він літає на більшому віддаленні від лінії фронту, ніж це було раніше, і тим самим «Росія мовчазно визнала ліквідацію Україною літака А-50».

## Версії

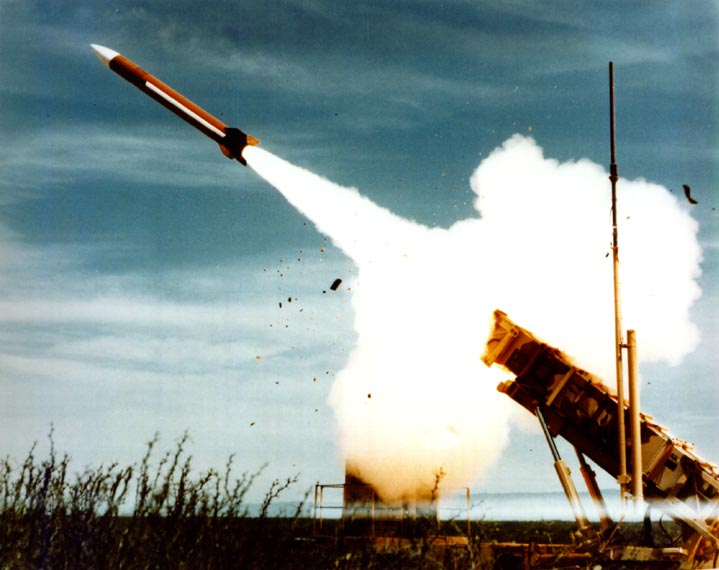
Американський ЗРК Patriot веде вогонь ракетою PAC-2, 2002 рік.

Серед імовірних версій розглядають збиття українською протиповітряною обороною та дружній вогонь російської. На момент ураження літак міг бути на відстані 100—150 км від лінії фронту й потенційно міг бути вражений комплексами С-300ПМУ, відновленим С-200В або отриманим від союзників Patriot, однак С-300 та Patriot для цього мали би знаходитись дуже близько до фронту. Втім, версія з дружнім вогнем, яку поширювали росіяни, є менш імовірною та свідчила би про кричущу некомпетентність російських розрахунків ППО, оскільки А-50 координує роботу протиповітряної оборони.

### Українська зброя
Одразу після публікації інформації про ураження двох російських літаків почали виникати припущення про те, яка зброя була застосована. Зазначалось, що така дальність під силу MIM-104 Patriot з ракетами PAC-2, що мають дальність до 160 км. У ситуації з А-50 навіть вони мали б відпрацювати на межі своєї дальності, тож пускові установки мали б перебувати поблизу лінії фронту, через що дорогі системи Patriot наражались би на велику небезпеку. Але всі інші системи ППО, які перебувають на озброєнні України, як радянського, так і західного типів, мали ще меншу дальність і не змогли б вразити російські літаки на такій великій відстані.

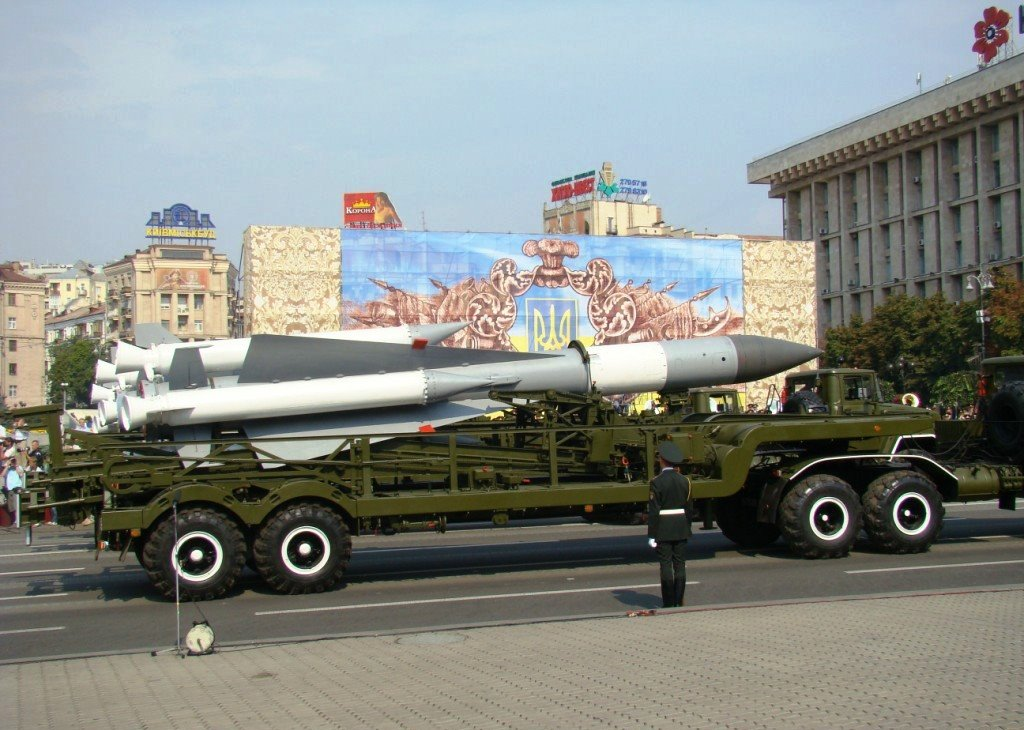
Українські С-200 у Києві, 2008 рік.

Британський військовий експерт Брайден Спорлінг зазначав, що до Азовського моря міг би дістати український комплекс С-300 або інша зброя українського виробництва. Журналісти також припускали, що теоретично ЗСУ могли б використати старий радянський ЗРК С-200, знятий з озброєння понад десять років тому. Під час російського вторгнення Сили оборони України почали використовувати їх для ударів по наземних цілях, але якщо українська оборонна промисловість могла відновити боєздатність С-200, то теоретично їхня дальність до 600 км дала би змогу збити великий і маломаневрений А-50.
Крім того, на думку низки коментаторів, українці теоретично могли б використовувати винищувачі з авіаційними ракетами великої дальності. Однак для винищувачів МіГ-29 і Су-27, які перебувають на озброєнні ВПС України, подібних ракет не було, а літаки F-16 країни Заходу Україні ще не надали (див. Коаліція винищувачів). Журналісти також зазначали, що подібні винищувачі мав би виявити сам А-50, адже він обладнаний радарами, а F-16 був би розпізнаний за його характерною сигнатурою.
На думку американського аналітика Тома Купера, Сили оборони України могли навмисно заманити літак у пастку: знищенню могла передувати чергова атака українських бомбардувальників Су-24 на російські радари ППО в Криму, після чого росіянам довелось підвести радіолокаційний літак А-50 і супутній командний пункт Іл-22 ближче до лінії фронту. Перед ударом радар українського С-300 (випромінення від нього приблизно в той час зафіксував російський Су-34) виявив літаки, але дальність ракет цього ЗРК дозволяла не розцінювати це опромінення як загрозу. Далі С-300 передав дані замаскованому комплексу Patriot (імовірно, з ракетами PAC-2), який увімкнув власний радар на кілька секунд і завдав удару по літаках.
Після публікації фотографії літака Іл-22М з пошкодженою хвостовою частиною журналісти вказали на великі пробоїни у хвостовому оперенні, характерні саме для ударів від уламків ракет великих наземних ЗРК.
Журналісти зазначали, що А-50 та Іл-22 — великі літаки, добре помітні на екранах радарів, а А-50 до того ж сам є джерелом активного радіовипромінювання. І якщо ці літаки літали шаблонними маршрутами, це могло б спростити для ЗСУ підготовку засідки на них за допомогою ЗРК або винищувачів.
Водночас американський військовий аналітик Рафі Коен казав: «Ми не знаємо, чим саме були збиті ці літаки. Це могло бути українське ППО, це міг бути інший літак, чи це могла бути диверсія».
Експерти зазначали, що Україна вже проводила подібні операції. Так, у травні 2023 року Україна збила кілька російських літаків та гелікоптерів у Брянській області, а в грудні 2023 року ЗСУ заявили про знищення відразу трьох винищувачів Су-34.

### Дружній вогонь російської ППО

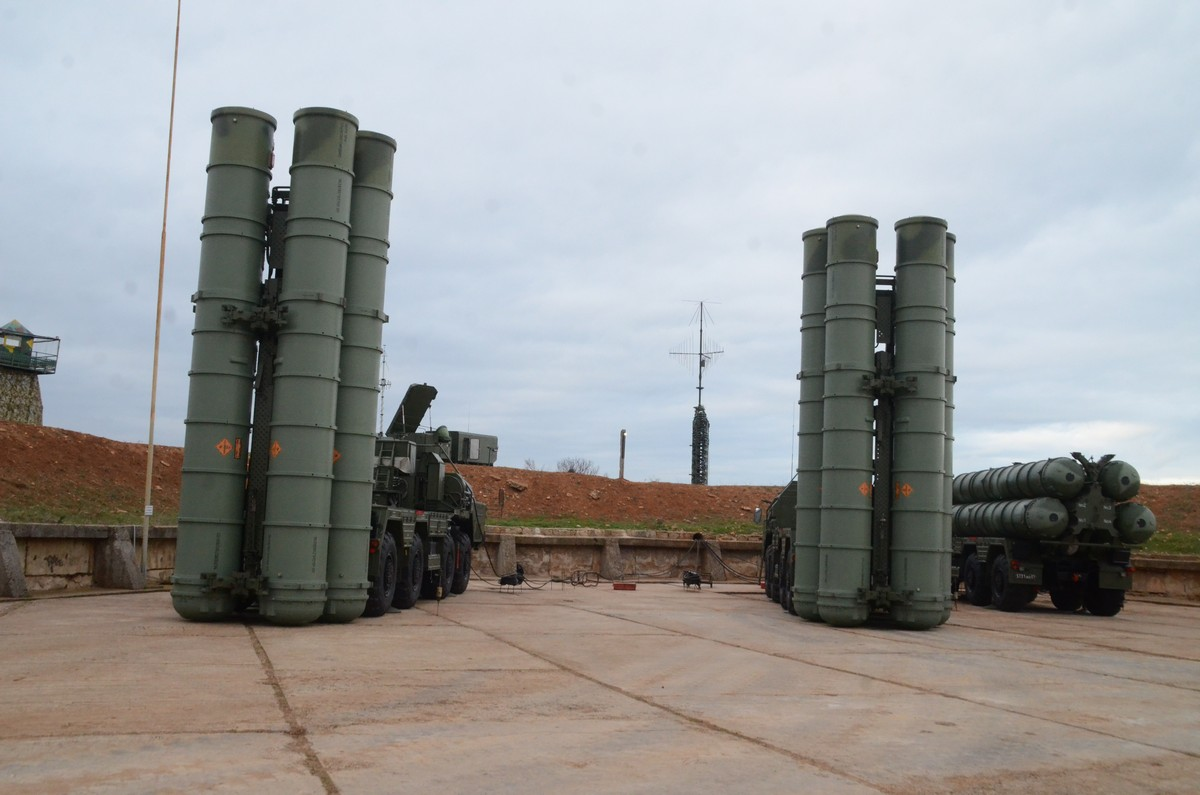
Російські С-400 на бойовому чергуванні, 2018 рік.

Телеграм-канали «Рыбарь» і «ВЧК-ОГПУ» припускали, що знищення А-50 могло бути наслідком дружнього вогню сил російських ППО, які охороняли Кримський міст. Таку версію просували й інші «Z-воєнкори», як-от Романов, Борис Рожин (Colonelcassad) та Юрій Котьонок. Так, Котьонок писав: «Замість коментаря лише три літери — П. П.О». 16 січня Fighterbomber заявив: «В СВО, на жаль, найстрашнішим і найнебезпечнішим ворогом для ВКС стало наше ППО. Воно завжди б'є у спину. Від нього неможливо захиститися чи якось його передбачити чи врахувати».
Військовий експерт Кирило Михайлов зазначав, що вважає версію з «дружнім вогнем» вірогідною. На його думку, цю атаку дійсно можна пояснити неуважністю й помилками в організації діяльності російських ППО. Він припустив, що після недавніх ударів по Криму росіяни на півострові могли збільшити сили ППО, проте новоприбулим «військовим забули повідомити, що тут і свої літають». Він порівняв цю ситуацію зі збиттям українського Boeing 737 під Тегераном у 2020 році, коли в очікуванні американської ракетної атаки іранці посилили свої сили ППО в районі Тегерана, проте новоприбулі військові помилково збили український пасажирський Боїнг, який виконував плановий рейс Тегеран — Київ[джерело?].
Журналісти Російської служби Бі-бі-сі зазначали, що С-400, розташовані в районі Керченського мосту, теоретично могли б підбити ці літаки в Азовському морі, проте, на їхню думку, операторам ППО було б складно переплутати Іл-22М й особливо А-50 з якимись іншими цілями.
Український військовий експерт Олександр Коваленко вважає версію дружнього вогню сумнівною, зазначаючи, що російські літаки практично два роки літали тими самими маршрутами. Однак він заявив: «Якщо це і був friendly fire, то він увійде у світову історію воєн і конфліктів як найгучніший facepalm».
Ще один російський військовий експерт зазначав, що якби йшлося лише про один збитий літак, то версія з дружнім вогнем могла б виглядати правдоподібно, проте якщо йдеться про два літаки, то вірогіднішою є версія із ЗРК Patriot.

### Американське звернення
Американська полковниця Розанна Клементе вперше розсекретила, за допомогою чого знищили російський літак А-50. За даними військової, вороже повітряне судно уразили за допомогою ЗРК Patriot.
«Зараз на озброєнні України, ймовірно, до батальйону Patriot. Деякі з них використовуються для захисту стаціонарних об'єктів, інші пересуваються і роблять дійсно історичні речі. Я не бачила такого за 22 роки роботи в ППО», — розповіла Клементе.

## Людські втрати
18 січня 2024 року телеграм-канал «Досье шпиона» опублікував список льотчиків, які, згідно із заявою телеграм-каналу, перебували у знищеному А-50. Там зазначено прізвища командира літака (підполковник В'ячеслав Левченко) і ще п'ятьох членів екіпажу, при цьому в публікації зазначалося, що список не є повним. Журналісти зазначали, що список льотчиків передрукував телеканал «Барс» російського міста Іваново, де базувалися А-50У. Також ЗМІ зазначали, що в попередні роки російські державні канали розповідали про літак А-50У під командуванням В'ячеслава Левченка. Іванівські ЗМІ повідомляли про участь літака А-50 під командуванням В'ячеслава Левченка в московському параді Перемоги в 2020 році.
19 січня 2024 року телеграм-канал ВЧК-ОГПУ навів слова дружини В'ячеслава Левченка Вікторії, яка повідомила, що востаннє з нею чоловік виходив на зв'язок 13 січня, а відтоді він вважається зниклим безвісти.
Також повідомлялось, що на борту Іл-22М загинув полковник на прізвище Бурмістров.

## Оцінки
Втрата такого літака вважається важким ударом для російських військ, оскільки кількість А-50 невелика (у строю може залишатись від 2 до 10), а російська оборонна промисловість не здатна компенсувати таку втрату. Його знищення може вагомо вплинути як на поле бою, так і на ракетні обстріли території України. На думку Тома Купера, послаблення радарного покриття також дасть українським повітряним силам більше можливостей для завдання ракетних і дронових ударів по Криму.
Американський військовий аналітик Рафі Коен також назвав знищення А-50 важливою символічною перемогою українців, яка має значення і поза суто воєнним ефектом, і порівняв його з потопленням крейсера «Москва». Він також зазначав, що знищення А-50 показує здатність українців ефективно використовувати західну військову допомогу. Водночас він зазначав, що знищення одного А-50 не зможе змінити загальний перебіг війни. Проте британський експерт Брайден Спорлінг зазначив: «Росія не тільки втратила цінний і рідкісний актив: це також створить додаткове навантаження на літаки, що залишилися, якщо Росія захоче зберігати той же темп їх експлуатації. І це, ймовірно, змусить Росію тримати ці літаки подалі, що впливатиме на їхню ефективність».
Австрійський військовий експерт Маркус Райснер назвав знищення А-50 вражаючим успіхом не лише на полі бою, але і в інформаційному просторі на тлі криз в інших регіонах світу (наприклад, війна між Хамасом та Ізраїлем, конфлікт у Судані, конфлікт у Червоному морі), і порівняв цю атаку з ударом ЗСУ по підводному човні в Криму.
У червні 2024 року Слідчий комітет РФ заочно відкрив кримінальне провадження на українського офіцера, який віддав наказ на ураження літака. Росіяни назвали літак «не призначеним для ведення бойових дій» і «неозброєним», а наказ — «незаконним», що не є правдою, оскільки літак виконував бойові задачі. Однак, це провадження свідчить офіційним підтвердженням версії з українською атакою, а не з дружнім вогнем російської ППО.